# دخلة شوالة
دُخَّلَة شوَّالة أو شَوَّالة طائر من الأجزاء الأكثر دفئًا في غرب أوروبا وشمال غرب إفريقيا . إنه طائر صغير ذو ذيل رفيع طويل ومنقار رفيع مدبب. الذكر البالغ ذو أجزاء علوية رمادية مائلة للبني ولونها بني محمر باهت من الأسفل باستثناء مركز البطن الذي يحتوي على بقعة بيضاء متسخة. لها بقع خفيفة على الحلق وحلقة عين حمراء. الجنسين متشابهان ولكن الأنثى البالغة عادة ما تكون أقل رمادية فوقها وأشد شحوبًا في الأسفل. يقع نطاق تكاثرها يمتد من جنوب إنجلترا إلى عقب إيطاليا (جنوب بوليا). عادة ما يكون الشوالة مقيمًا طوال العام في نطاق تكاثره ، ولكن هناك بعض الهجرة المحدودة. قال فيه ابن سيده: الشوالة دخلة كدراء إذا وقفت على شجرة أو حجر خطرت بزمكاها خطران الفحل وسميت شوالة لأنها تشول بذنبها وفي بطنها وسفلتها شيءٌ من الحمرة. هو طائر من الحاشرات ويأكل بعض الثمار العنبية البرية.

## معرض الصور

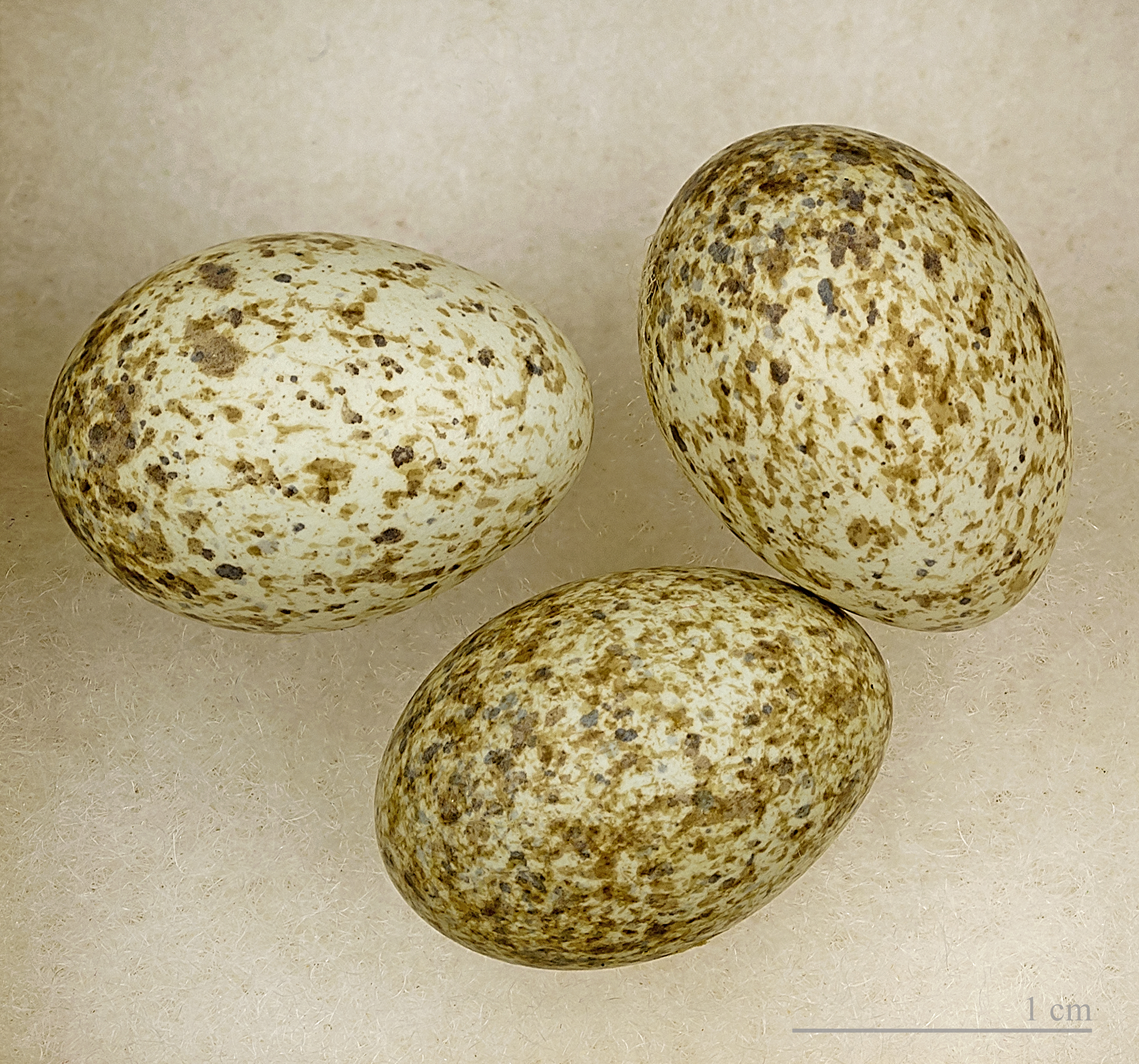
بيض
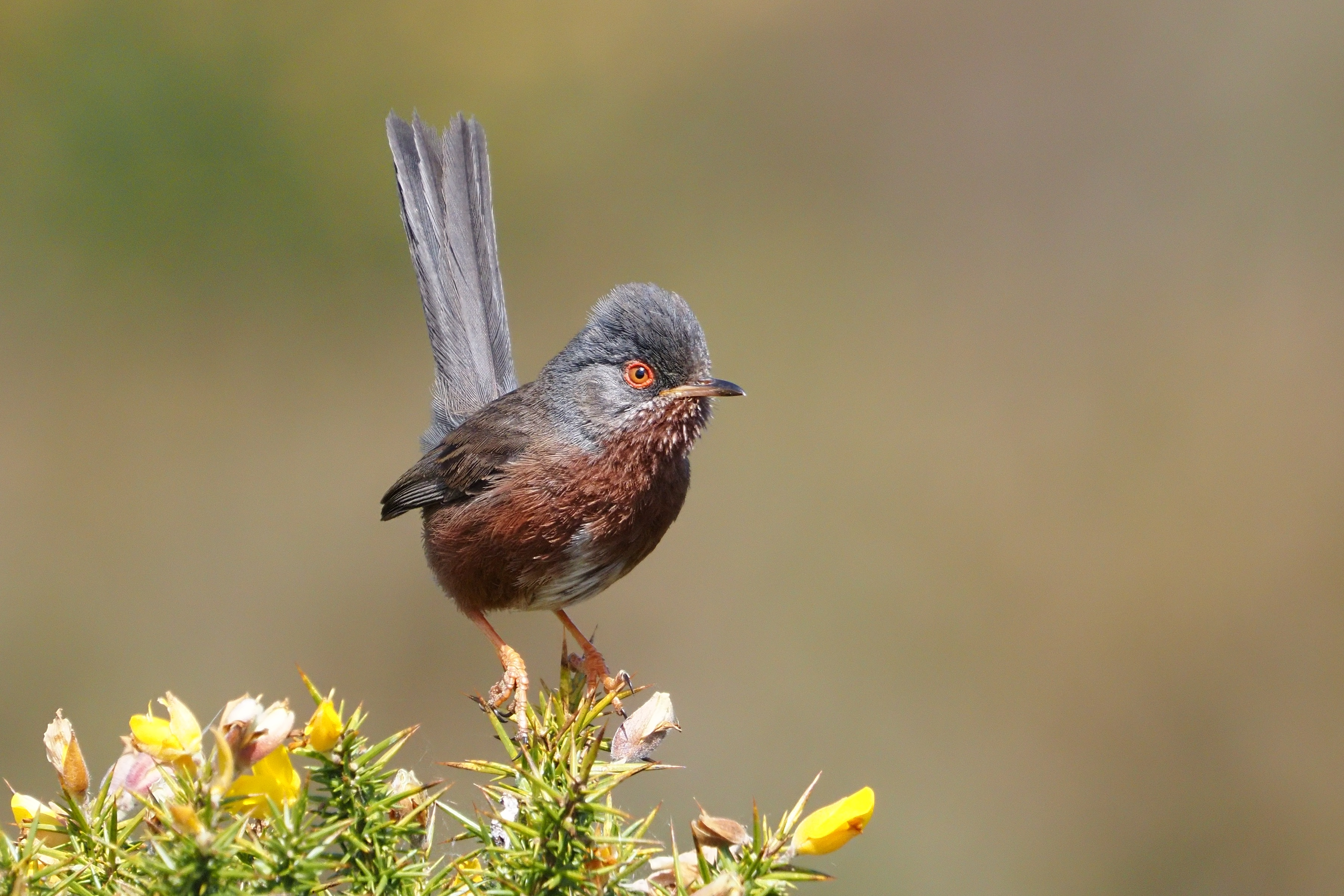
ذكر
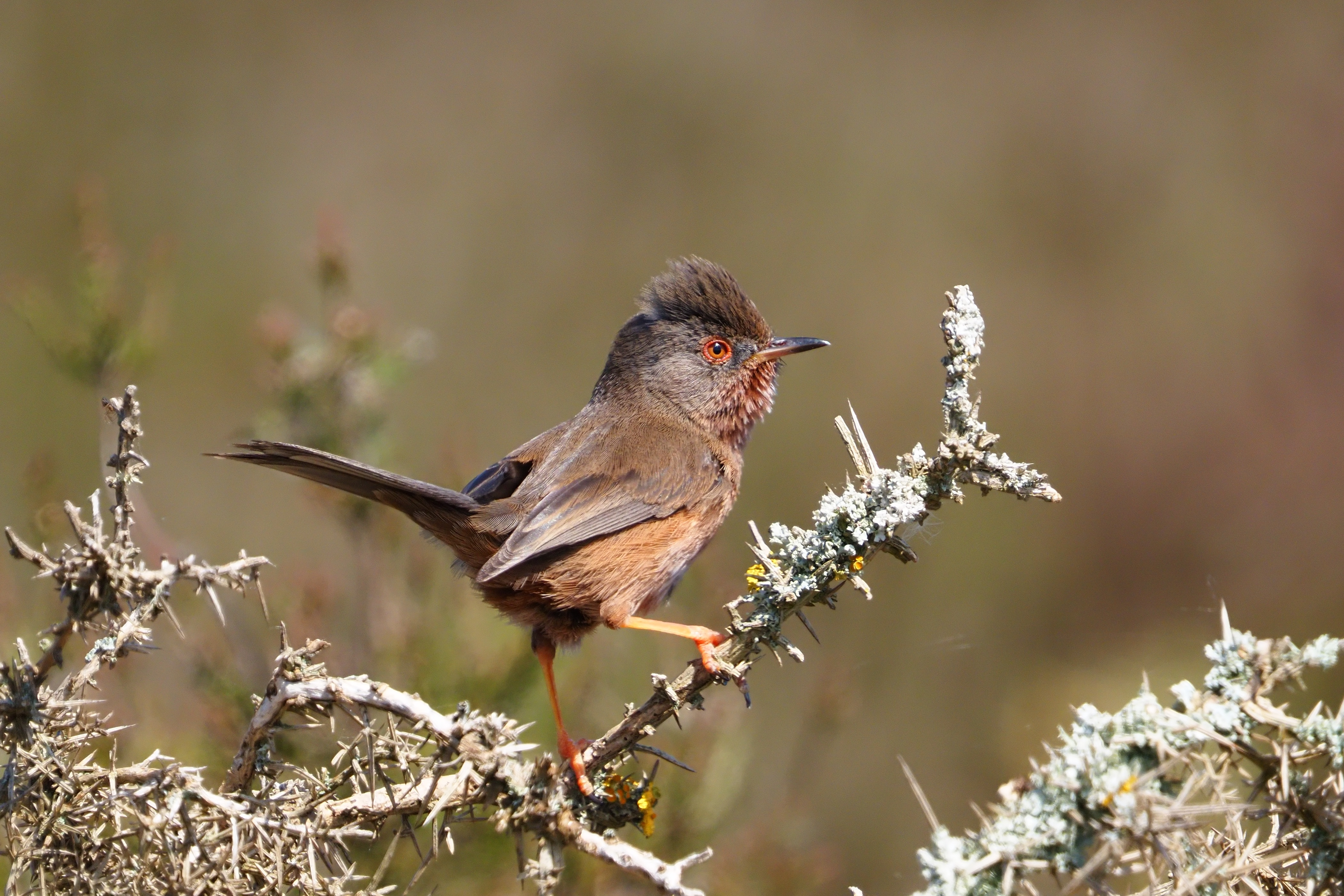
أنثى